# استان لای چو
استان لای چو (به لاتین: Lai Châu Province) یک استان در ویتنام است که در منطقه شمال غربی ویتنام واقع شده‌است.

## خصوصیات
استان لای چو ۹٬۰۵۹٫۴ کیلومترمربع مساحت و ۳۳۰٬۵۰۰ نفر جمعیت دارد.